# Antonio Beccadelli
Antonio Beccadelli,född 1394 och död 19 januari 1471, var en italiensk humanist och nylatinsk diktare.
Beccadelli kallades "Panormita" efter sin födelseort Palermo, och är mest känd som författare till en mängd obscent erotiska och kvickt satiriska epigram under titeln Hermaphroditus (1425). Beccadelli var även grundare av den neapolitanska akademin, kallad Accademia Pontania.